# Niedernwöhren
Niedernwöhren is een gemeente in de Duitse deelstaat Nedersaksen. De gemeente maakt deel uit van de Samtgemeinde Niedernwöhren in het Landkreis Schaumburg, en is daarvan de bestuurszetel.
Niedernwöhren telt 1.997 inwoners.
Tot de gemeente Niedernwöhren behoort het dorp van die naam, en daarnaast de gehuchten Wulfhagen (aan de oostrand van Niedernwöhren), Wiehagen en Landwehr (aan het Mittellandkanaal), en ten slotte Mittelbrink, iets oostelijker, midden in het Schaumburger Wald.
Aan de zuidkant gaat het dorp naadloos over in het buurdorp Meerbeck.
Het dorp Niedernwöhren ligt 3 km noordwestelijk van Stadthagen, waar o.a. een spoorwegaansluiting is, en welke stad per (weinig frequent rijdende) streekbus bereikbaar is. De Bundesstraße 65 (van west naar oost door Bückeburg, Stadthagen en Bad Nenndorf) loopt ten zuiden van het dorp langs.
Ten noorden van Niedernwöhren-dorp en ten zuiden van Mittelbrink en Landwehr loopt het voor de binnenscheepvaart belangrijke Mittellandkanaal. Bij het dorp bevindt zich aan dit kanaal, naast de grote compostfabriek, een kleine binnenhaven. 
Ten noorden van het kanaal strekt zich het voor boswandelingen geschikte Schaumburger Wald uit.
Niedernwöhren wordt in 1232 als Nederenworden voor het eerst in een document vermeld.
Zie voor meer informatie ook onder Samtgemeinde Niedernwöhren.

## Galerij

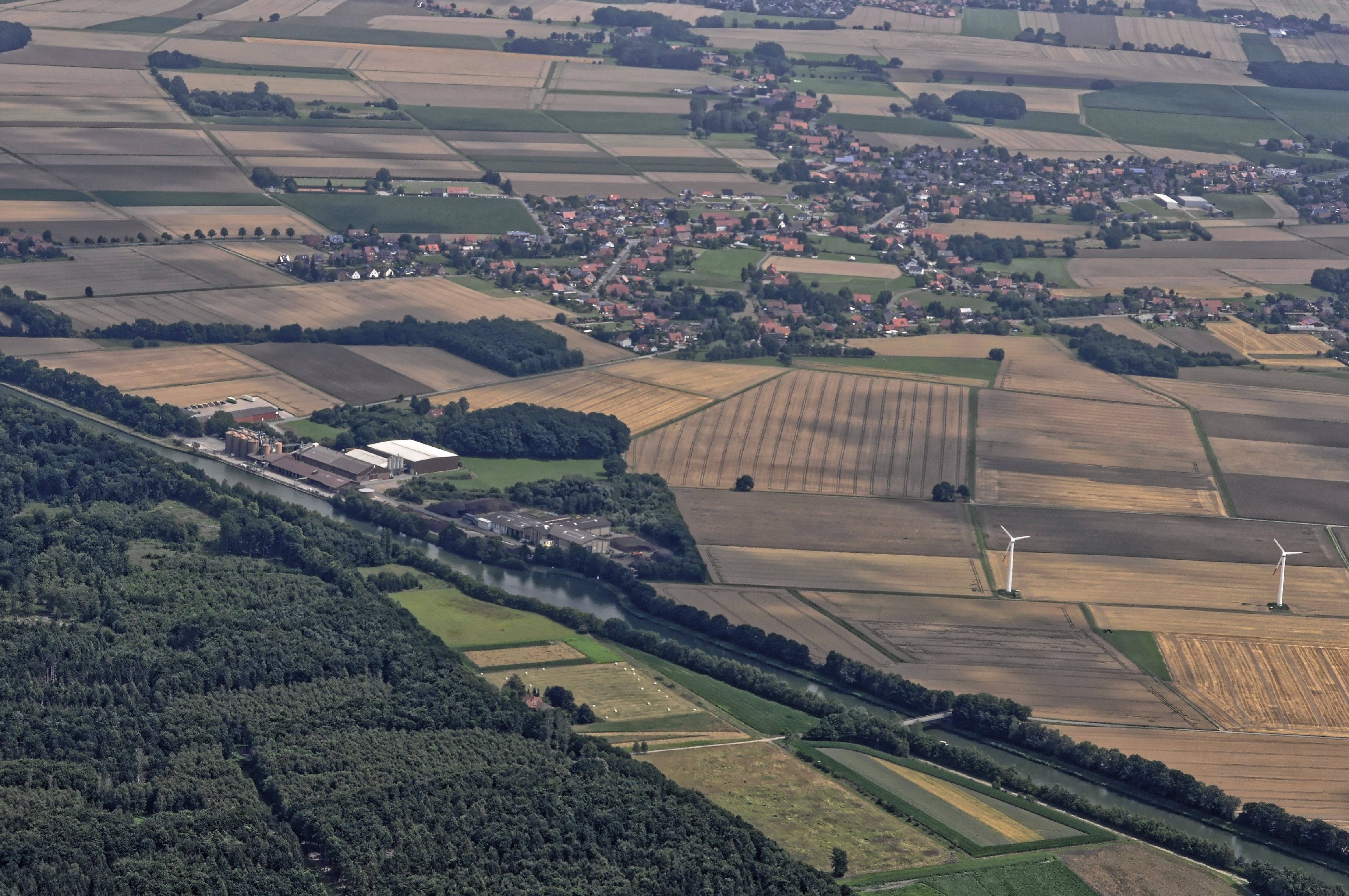
Gezicht over het Mittellandkanaal op Niedernwöhren. Op de voorgrond de compostfabriek.
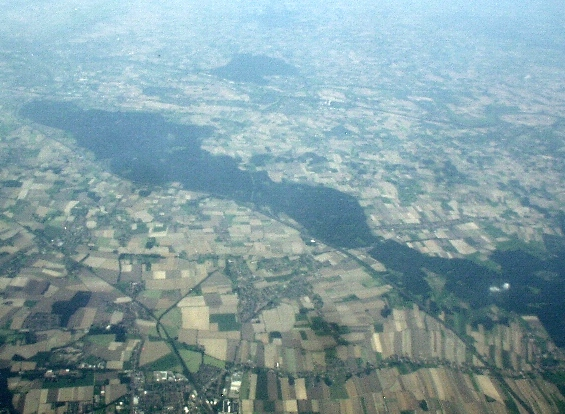
Luchtfoto van het Schaumburger Wald. Van rechtsonder naar linksboven het Mittellandkanaal. Links op de voorgrond een deel van Stadthagen.

- Gemeinsame Normdatei: 4214882-0
- Library of Congress Control Number: n85189456
- Nationale Bibliotheek van Israël: 987007557626905171
- Virtual International Authority File: 150164252
- WorldCat: E39PBJdh6WqC4crpc4WMt4gVG3

Ahnsen · 
Apelern · 
Auetal · 
Auhagen · 
Bad Eilsen · 
Bad Nenndorf · 
Beckedorf · 
Buchholz · 
Bückeburg · 
Hagenburg · 
Haste · 
Heeßen · 
Helpsen · 
Hespe · 
Heuerßen · 
Hohnhorst · 
Hülsede · 
Lauenau · 
Lauenhagen · 
Lindhorst · 
Lüdersfeld · 
Luhden · 
Meerbeck · 
Messenkamp · 
Niedernwöhren · 
Nienstädt · 
Nordsehl · 
Obernkirchen · 
Pohle · 
Pollhagen · 
Rinteln · 
Rodenberg · 
Sachsenhagen · 
Seggebruch · 
Stadthagen · 
Suthfeld · 
Wiedensahl · 
Wölpinghausen